# Île de Grangent
Île de Grangent ist eine Insel im Lac de Grangent, einem Stausee im Oberlauf der Loire im Zentralmassiv. Administrativ gehört sie zur Gemeinde Saint-Just-Saint-Rambert im Département Loire der Region Auvergne-Rhône-Alpes.
Die Insel ist rund 500 m lang und bis zu 120 m breit. An der Ostspitze der Insel befindet sich das im 12. Jahrhundert erbaute Château de Grangent.